# Saneczkarstwo na Zimowych Igrzyskach Olimpijskich 1976 – dwójki mężczyzn
Dwójki mężczyzn – jedna z konkurencji saneczkarstwa rozgrywana podczas Zimowych Igrzyskach Olimpijskich w Innsbrucku.
Mistrzami olimpijskimi zostali reprezentanci Niemieckiej Republiki Demokratycznej Hans Rinn i Norbert Hahn. Drugie miejsce zajęli reprezentanci Republiki Federalnej Niemiec: Hans Brandner oraz Balthasar Schwarm, a na trzecim miejscu uplasowali się reprezentanci Austrii Rudolf Schmid i Franz Schachner.

## Wyniki
| Poz. | Zawodnicy                                  | Reprezentacja     | 1. ślizg | 1. ślizg | 2. ślizg | 2. ślizg | Suma     |
| Poz. | Zawodnicy                                  | Reprezentacja     | Czas     | Poz.     | Czas     | Poz.     | Suma     |
| ---- | ------------------------------------------ | ----------------- | -------- | -------- | -------- | -------- | -------- |
| 1.   | Hans Rinn Norbert Hahn                     | NRD               | 42,773   | 1.       | 42,831   | 1.       | 1:25,604 |
| 2.   | Hans Brandner Balthasar Schwarm            | RFN               | 42,792   | 2.       | 42,097   | 4.       | 1:25,889 |
| 3.   | Rudolf Schmid Franz Schachner              | Austria           | 42,997   | 3.       | 42,992   | 2.       | 1:25,919 |
| 4.   | Stefan Hölzlwimmer Rudi Größwang           | RFN               | 43,205   | 5.       | 43,033   | 3.       | 1:26,238 |
| 5.   | Manfred Schmid Reinhold Sulzbacher         | Austria           | 43,035   | 4.       | 43,389   | 6.       | 1:26,424 |
| 6.   | Jindřich Zeman Vladimír Resl               | Czechosłowacja    | 43,315   | 7.       | 43,511   | 7.       | 1:26,826 |
| 7.   | Karl Feichter Ernst Haspinger              | Włochy            | 42,853   | 12.      | 42,318   | 5.       | 1:27,171 |
| 8.   | Dainis Bremze Aigars Kriķis                | ZSRR              | 43,667   | 8.       | 43,740   | 8.       | 1:27,407 |
| 9.   | Rolands Upatnieks Valdis Ķuzis             | ZSRR              | 43,732   | 9.       | 43,850   | 9.       | 1:27,582 |
| 10.  | Andrzej Żyła Jan Kasielski                 | Polska            | 43,748   | 10.      | 43,989   | 11.      | 1:27,737 |
| 11.  | Paul Hildgartner Walter Plaikner           | Włochy            | 43,781   | 11.      | 44,058   | 12.      | 1:27,839 |
| 12.  | Mirosław Więckowski Andrzej Kozik          | Polska            | 44,025   | 13.      | 43,977   | 10.      | 1:28,002 |
| 13.  | Asle Strand Helge Svensen                  | Norwegia          | 44,097   | 14.      | 44,357   | 14.      | 1:28,454 |
| 14.  | Michael Gårdebäck Nils Vinberg             | Szwecja           | 44,958   | 17.      | 44,259   | 13.      | 1:29,217 |
| 15.  | Martin Ore Eilif Nedberg                   | Norwegia          | 44,744   | 15.      | 44,534   | 15.      | 1:29,278 |
| 16.  | Bernd Hahn Ulrich Hahn                     | NRD               | 43,291   | 6.       | 46,556   | 24.      | 1:29,847 |
| 17.  | Larry Arbuthnot Doug Hansen                | Kanada            | 44,933   | 16.      | 45,102   | 17.      | 1:30,035 |
| 18.  | Kazuaki Ichikawa Masaaki Oyagi             | Japonia           | 45,176   | 18.      | 45,407   | 19.      | 1:30,583 |
| 19.  | Max Beck Wolfgang Schädler                 | Liechtenstein     | 45,517   | 20.      | 45,272   | 18.      | 1:30,789 |
| 20.  | Jeremy Palmer-Tomkinson Michel de Carvalho | Wielka Brytania   | 46,400   | 23.      | 44,977   | 16.      | 1:31,377 |
| 21.  | Shieh Wei-Cheng Huang Liu-Chong            | Republika Chińska | 45,745   | 21.      | 45,633   | 21.      | 1:31,378 |
| 22.  | David McComb Michael Shragge               | Kanada            | 45,421   | 19.      | 46,169   | 23.      | 1:31,590 |
| 23.  | Robert Berkley Richard Cavanaugh           | Stany Zjednoczone | 46,455   | 24.      | 45,554   | 20.      | 1:32,009 |
| 24.  | Jim Moriarty John Fee                      | Stany Zjednoczone | 46,075   | 22.      | 45,965   | 22.      | 1:32,040 |
| DNF  | Richard Liversedge Russell Tapp            | Wielka Brytania   | DNF      | DNF      | DNF      | DNF      | DNF      |